# Actinoscyphia verrilli
Actinoscyphia verrilli är en havsanemonart som först beskrevs av Gravier 1918.  Actinoscyphia verrilli ingår i släktet Actinoscyphia och familjen Actinoscyphiidae. Inga underarter finns listade i Catalogue of Life.